# U-Boot Tipo XIV
Lo U-Boot Tipo XIV fu una classe di sommergibili a lungo raggio della Kriegsmarine, entrati in servizio tra il 1941 ed il 1944 ed attivi durante la seconda guerra mondiale.
Il sommergibile tipo XIV era stato concepito per risolvere il problema del rifornimento degli U-Boot in alto mare, visto che nel 1941 le navi cisterna tedesche non potevano raggiungere con sicurezza le zone di rifornimento a causa della forte presenza navale alleata in Atlantico. Questo problema venne risolto con la costruzione di grandi battelli da 1700 tonnellate, dotati di serbatoi di grande capacità: queste unità, oltre al compito di attacco al traffico navale nemico, potevano trasferire a bordo dei più piccoli sommergibili U-Boot Tipo VII siluri, viveri e carburante, raddoppiandone così l'autonomia. Vennero soprannominati affettuosamente dagli equipaggi della Kriegsmarine "mucche da latte".

## Caratteristiche tecniche
I tipo XIV avevano una lunghezza di 67,10 metri, una larghezza di circa 9 metri e mezzo, un dislocamento in superficie di 1670 tonnellate e in immersione di 1820 tonnellate. La velocità non era eccellente, difetto presente in tutti i sommergibili dell'epoca. In superficie, la velocità era di circa 15 nodi, mentre in immersione era di circa 6 nodi.

## Le "mucche da latte"
I limiti di autonomia degli U-Boot Tipo VII si fecero presto evidenti.
Le missioni di pattugliamento atlantico richiedevano una presenza in zona che si fece sempre maggiore nel corso della guerra, prevalentemente a causa del costante aumento del naviglio mercantile alleato.
Il BDU decise quindi di impiegare gli U Boot tipo XIV come mezzi da rifornimento dei Tipo VII direttamente nelle zone dove si svolgevano le operazioni.
Nacque così quello che fu il principale impiego operativo dei Tipo XIV, ovvero incontrarsi con i Tipo VII in pieno Atlantico per rifornirli di nafta, viveri e armamenti. A causa di questa funzione gli equipaggi dei Tipo VII soprannominarono i Tipo XIV "Milchkühe" (mucche da latte).